# 乌孙古道
乌孙古道是新疆自古以来形成的穿越天山南北的道路，它始于乌孙国与龟兹国之间的道路，现为驴友用于户外探险的道路。乌孙古道全长130公里，南北终点分别为阿克苏拜城县黑英山乡和特克斯县喀拉达拉镇琼库什台村。古道由南向北分别途径黑英山乡、阿克布拉克达坂、天堂湖42°34′48″N 82°23′06″E / 42.58000°N 82.38500°E、科克苏河、包扎墩达坂和琼库什台村。